# Первый правитель
«Первый правитель» (пол. Gniazdo, Гнездо) — польский художественный исторический фильм 1974 года режиссёра Яна Рыбковского.

## Сюжет
972 год. В ночь перед битвой под Цедыней, побеждая свою болезнь, князь полян Мешко I окончательно определяет свой путь для завоевания власти и обозначает своей целью построение первого польского государства. Свой выбор государственной религией католицизма Мешко обосновывает как единственный способ избежать подчинения своего народа немцами, для получения необходимого времени для наращивания силы. «Я поверну страну в другую сторону, как поворачивают воз на дороге» —  провозгласил он, принимая власть после смерти своего отца Земомысла.

## В ролях
- Войцех Пшоняк — Мешко I, князь племени полян
- Марек Баргеловский — Чтибор, брат князя Мешко
- Ванда Нойман — Дубравка, жена князя Мешко
- Францишек Печка — Мрокота
- Болеслав Плотницкий — Земомысл, отец князя Мешко
- Хенрик Бонк — чешский князь Болеслав I Грозный, отец Дубравки
- Тадеуш Бялощиньский — маркграф Геро
- Януш Быльчиньский — маркграф Одо
- Чеслав Воллейко — император Оттон I Великий
- Анджей Шалявский — Одолан, дядя князя Мешко
- Ига Майр — ведьма
- Эдмунд Феттинг — Страхквас, сын Болеслава Грозного
- Александер Фогель — участник крещения князя Мешко
- Виргилиуш Грынь — Жегота
- Аугуст Ковальчик — чешский сановник
- Кшиштоф Ковалевский — Болеслав II, сын Болеслава Грозного
- Лех Ордон — Радост
- Леонард Петрашак — Зигфрид, рыцарь маркграфа Одо
- Рышард Петруский — Дерван
- Рышард Рончевский — арабский торговец
- Казимеж Вихняж — Дзвигор
- Феликс Жуковский — архиепископ
- Теодор Гендера — воин, приветствующий Дубравку
- Богдан Лысаковский — воин
- Ежи Брашка — воин
- Ян Пехоциньский — воин / чешский князь
- Александер Севрук
- Мечислав Стоор